# Citroën SM
Citroën SM — автомобіль, що вироблялася компанією Citroën з 1970 по 1975 роки. Всього продано 12 920 автомобілі.
У 1971 році SM посів третє місце в конкурсі Європейський автомобіль року. У 1972 році він отримав в США титул Car of the Year за версією журналу Motor Trend - в ті роки небувале досягнення для неамериканського автомобіля.

## Історія

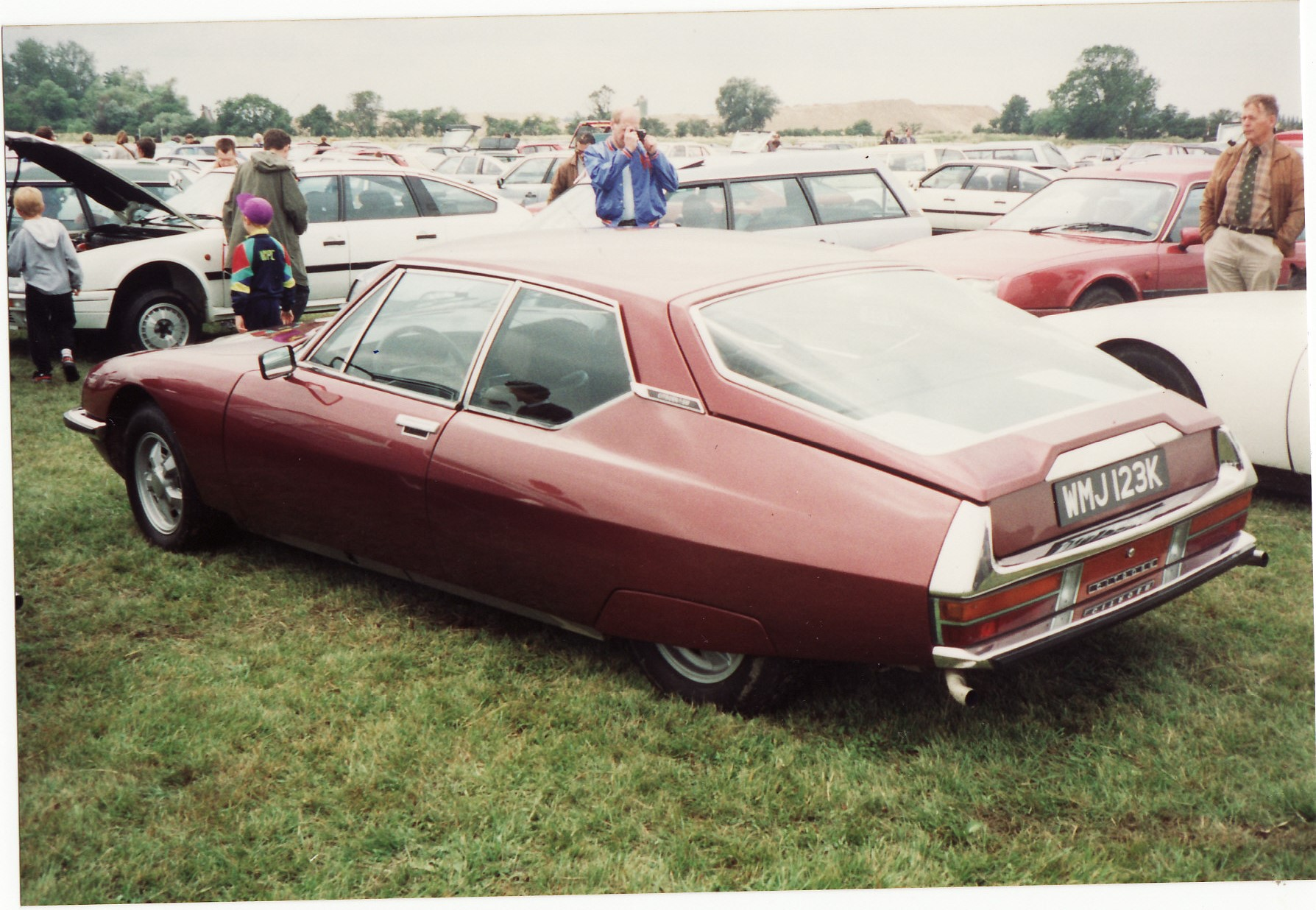

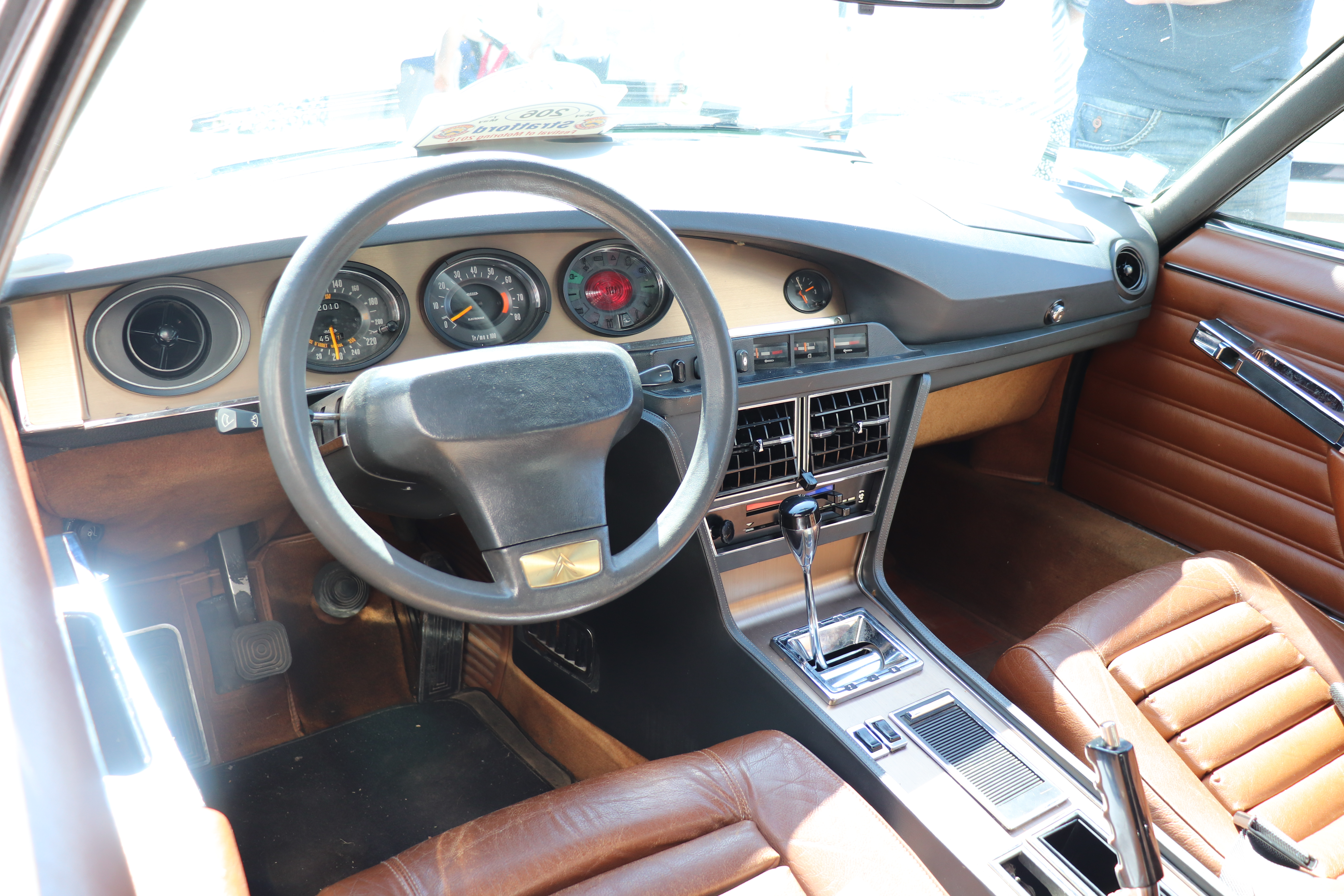

SM — престижне і дороге купе (точніше кажучи, стилізований під купе трьох дверний хетчбек), що поєднує технічні характеристики, близькі до рівня Gran Turismo, з комфортом автомобіля представницького класу.
Розробка почалася в 1961 році під назвою Project S, спочатку передбачалося, що це буде спортивна версія моделі DS. Пізніше, в 1968 році, Сітроеном була перекуплена Фірма Maserati разом з її напрацюваннями в галузі моторобудування.
У підсумку з технічної точки зору SM — це комбінація вельми передової для того часу передньопривідної платформи з «фірмовою» гідропневматичною підвіскою, створеною на основі агрегатів Citroën DS, і двигуна V6 розробки Maserati об'ємом 2,7 або 3,0 літра, в тому числі у варіанті з уприскуванням палива.
Існує припущення, що назва моделі - SM - дало саме поєднання позначення автомобіля на етапі його розробки (S) і перша буква слова Maserati (M).
Дизайн був створений Робером Опроно (англ. Robert Opron) і поєднував в собі традиційні для «Сітроена» елементи з елегантною і футуристичной формою трьохдверного кузова типу «хетчбек». Дуже велика, за європейськими мірками, ширина кузова і оздоблення салону робили автомобіль вельми комфортабельним для водія і переднього пасажира, хоча простір на задньому дивані все ж було принесено в жертву більш гарній формі задньої частини кузова.
Після піку в 1971 році, коли було випущено майже 5 тисяч примірників (причому значна їх частина була реалізована на ринку Північної Америки), продажі SM постійно падали, а паливна криза 1973 року надовго поклала кінець популярності потужних і швидких автомобілів по обидва боки океану, викликала їх різкий обвал - в 1974 і 75 роках було продано всього кілька сотень машин. Крім того, експорт в США, на який спочатку припадала значна частина продажів, по суті припинився після введення там в 1974 році нових федеральних стандартів щодо форми і єдиної для всіх автомобілів висоти розташування бамперів, яким SM не відповідав через свою регульовану по висоті в широких межах підвіску.
Коли в 1975 році Citroën після свого банкрутства влився до складу єдиного концерну з Peugeot, SM став одним з перших автомобілів цієї марки, знятих з виробництва.
Тим не менш, багато з задіяних в ньому технологій були згодом застосовані на моделі Citroën CX.

## Двигуни
- 2.7 L Maserati V6 170/178 к.с.
- 3.0 L Maserati V6 192 к.с.